# 高锰酸钙
高锰酸钙，化學式為Ca(MnO4)2。
加熱或靠近火源時，極可能產生爆炸。
主要用于纺织工业及水的消毒。
二次世界大戰時，德軍的Me 163彗星式火箭戰鬥機用的燃料之一，與高濃度过氧化氢一起使用。

## 性质
紫色结晶，溶於液氨。